# سیموس دیوی-فیتزپاتریک
سیموس دیوی-فیتزپاتریک (انگلیسی: Seamus Davey-Fitzpatrick؛ زادهٔ ۲۹ دسامبر ۱۹۹۸) یک هنرپیشه اهل ایالات متحده آمریکا است.

## گزیده فیلمشناسی
از فیلم‌ها یا برنامه‌های تلویزیونی که وی در آن نقش داشته‌است می‌توان به آثار زیر اشاره کرد.
- طالع نحس (فیلم ۲۰۰۶) (۲۰۰۶)
- اخطار قبلی (۲۰۰۷)
- حال همه خوب است (فیلم ۲۰۰۹) (۲۰۰۹)
- قلمرو طلوع ماه (۲۰۱۲)
- پیش از نیمه‌شب (۲۰۱۳)
- قربانی پیاده (۲۰۱۵)